# Olympische Jugend-Sommerspiele 2014/Teilnehmer (Griechenland)
| Gelbes Symbol für Goldmedaillen mit stilisierten Olympischen Ringen | Graues Symbol für Silbermedaillen mit stilisierten Olympischen Ringen | Braundes Symbol für Bronzemedaillen mit stilisierten Olympischen Ringen |
| ------------------------------------------------------------------- | --------------------------------------------------------------------- | ----------------------------------------------------------------------- |
| —                                                                   | 2                                                                     | —                                                                       |

Die Jugend-Olympiamannschaft aus Griechenland für die II. Olympischen Jugend-Sommerspiele vom 16. bis 28. August 2014 in Nanjing (Volksrepublik China) bestand aus 22 Athleten.
Insgesamt konnten drei Medaillen gewonnen werden: Ruderin Athina Angelopoulou gewann Silber im Einer, Schwimmer Apostolos Christou ebenfalls Silber über 50 m Rücken und Fechter Marios Giakoumatos Bronze im Mannschaftswettbewerb, allerdings in einer gemischten Mannschaft, weshalb diese Medaille nicht in den griechischen Medaillenspiegel einfloss.

## Athleten nach Sportarten

### Fechten
| Mädchen - Katerina Kontochristopoulou Florett Einzel: 9. Platz - Theodora Gkountoura Säbel Einzel: 5. Platz Mannschaft: 6. Platz (im Team Europa 4) | Jungen - Marios Giakoumatos Säbel Einzel: 5. Platz Mannschaft: Bronze (im Team Europa 2) |

### Leichtathletik
| Mädchen - Athanasia Vaitsi 5 km Gehen: 5. Platz - Konstantina Romaiou Dreisprung: 10. Platz - Efi Karastogianni Hammerwurf: 13. Platz | Jungen - Georgios Triantafyllou Stabhochsprung: 8. Platz - Andreas Thanasis Diskuswurf: 6. Platz - Alexios Prodanas Hammerwurf: 7. Platz |

### Radsport
Jungen
- Stefanos Vasilantonakis
Mannschaft: 26. Platz
- Nikolaos Zegklis
Mannschaft: 26. Platz
Mannschaft Mixed: 23. Platz

### Rudern
| Mädchen - Athina Angelopoulou Einer: Silber | Jungen - Nikolaos Kakouris - Thomas Karamitros Zweier: 7. Platz |

### Schießen
Mädchen
- Anna Korakaki
Luftpistole 10 m: 4. Platz
Luftpistole 10 m Mixed: 18. Platz (mit Dmitrii Gutnik  Kirgisistan)

### Schwimmen
| Mädchen - Elisavet Panti 50 m Freistil: 26. Platz (Vorrunde) 100 m Freistil: 27. Platz (Vorrunde) 50 m Rücken: 28. Platz (Vorrunde) - Eleni Koutsouveli 50 m Rücken: 7. Platz 100 m Rücken: 17. Platz (Vorrunde) 200 m Rücken: 8. Platz | Jungen - Fotios Mylonas 50 m Freistil: 9. Platz (Halbfinale) 100 m Freistil: 26. Platz (Vorrunde) - Apostolos Christou 50 m Rücken: Silber 100 m Rücken: 4. Platz 200 m Rücken: 13. Platz (Vorrunde) |

### Segeln
Jungen
- Georgios Papadopoulos-Kouklakis
Byte CII: 27. Platz

### Turnen
| Mädchen - Evangelia Monokrousou Einzelmehrkampf: 29. Platz (Qualifikation) | Jungen - Antonios Tantalidis Einzelmehrkampf: 32. Platz (Qualifikation) |